# Синие люди Минча
Си́ние лю́ди Ми́нча, также известные как грозовые келпи (названия на гэльском — na fir ghorma, fear gorm или sruth nam fear gorm), — существа из шотландского гэльского фольклора, обитающие, согласно легендам, в водах океана между северной частью Внешних Гебридских островов и собственно Шотландией, которые якобы стремятся топить людей-моряков и провоцировать крушения судов. Обитают они, согласно тем же легендам, по всей видимости, только в Норт-Минче и его окрестностях; истории о подобных существах не зафиксированы в какой-либо иной части Шотландии или где-либо ещё в мире.
Не считая синего цвета кожи, эти существа описываются в легендах как очень похожие на людей и примерно такого же размера. Они якобы способны вызывать морские бури, но в спокойную погоду лежат на воде или чуть ниже поверхности воды и спят. Синие люди, согласно легендам, во время плавания выныривают только на уровень выше пояса, а сам способ их плавания, с прыжками и нырками, несколько напоминает морских свиней. В легендах отмечается, что они способны говорить, и когда поблизости показывается корабль, то синие люди якобы кричат капитану судна две стихотворных строчки, бросая тем самым вызов — капитан должен ответить на их слова в рифму. Если капитану не удаётся этого сделать, то синие люди якобы попробуют перевернуть и потопить корабль.
Учёными-фольклористами были выдвинуты различные теории в попытке объяснить происхождение образа синих людей. Среди возможных объяснений предлагаются версии о «духах моря», пиктах, чьи раскрашенные тела могли создать впечатление поднимающихся из воды людей, если тех замечали в море или на лодках, напоминающих собой каяки. Существует и ещё одна версия — что синие люди были рабами из Северной Африки, захватываемых викингами, которые брали их с собой в Шотландию, где проводили зимние месяцы около островов Шиант в районе Норт-Минча.

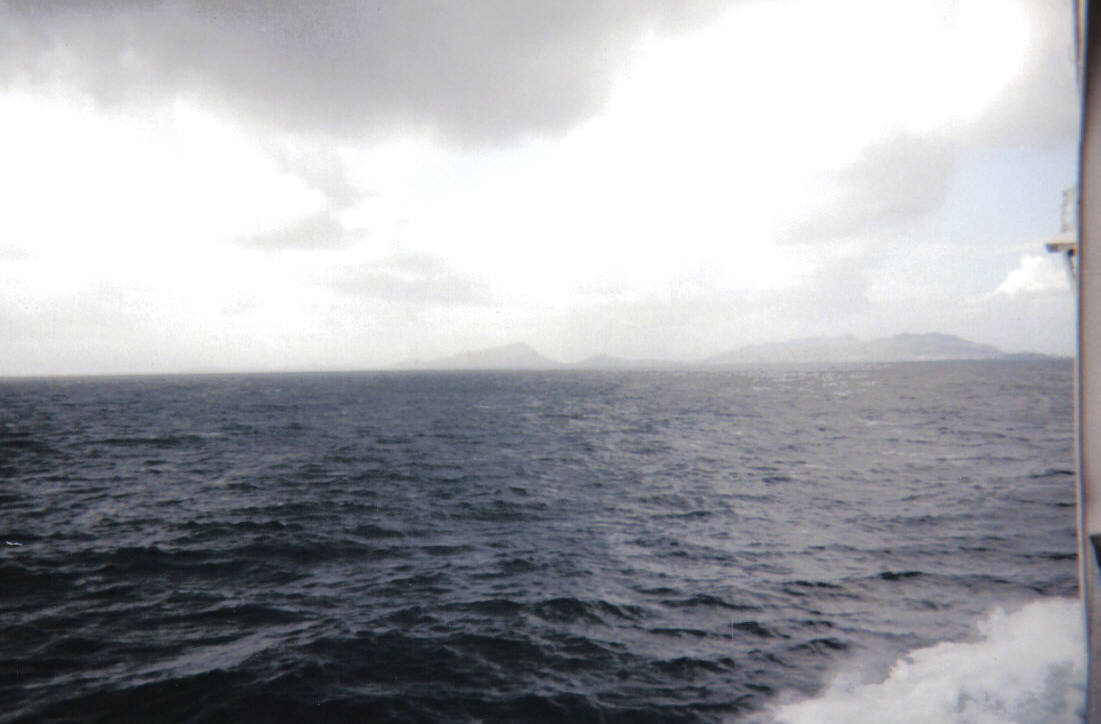
Малый Минч, предполагаемое место обитания синих людей.

## Этимология
Местом обитания синих людей, согласно легендам, является Минч — пролив, отделяющий северо-западные нагорья Шотландии и северные Внутренние Гебридские острова от северных Внешних Гебридских островов. Лексикограф Эдвард Двелли, изучавший шотландские гэльские названия синих людей — na fir ghorma, fear gorm и sruth nam fear gorm, — отмечает, что слово «gorm» означает любой оттенок синего, тогда как «fear» можно перевести как «человек»; «na fir» означает «люди».
Синих людей также называют «грозовыми келпи». Келпи, наиболее распространённые духи в шотландском гэльском фольклоре, обычно описываются как крупные водяные лошади, но вообще это название может относиться к целому ряду различных существ и сказаний по всей стране. Слово «келпи» происходит от шотландского гэльского слова «calpa» (или «cailpeach»), означающего «кобыла» или «жеребёнок».

## Народные верования

### Описание и общие черты в легендах
Считалось, что мифические синие люди, возможно, были частью племени «падших ангелов», которое разделилось на три; первое поселилось на земле среди фей, второе превратилось в населяющих море синих людей, а последнее стало «весёлыми танцорами», которых можно увидеть на небе в виде северного сияния. Легендарные существа имеют такой же размер, как и люди, но, как следует из названия, их кожа синего цвета. Писатель и журналист Льюис Спенс предположил, что они являются «персонификацией самого моря», а синий цвет их кожи получен от оттенка моря. Их лица серые и вытянутые, а некоторые из них имеют длинные руки, которые также серого цвета, и они носят синие головные уборы. По крайней мере один источник утверждает, что они, помимо этого, имеют крылья. Бурные потоки вокруг островов Шиант в 19 км к северу от Скай, зоны с быстрыми приливами в любую погоду, якобы проходят вблизи с пещерами, населёнными синими людьми; этот поток известен под именем Поток Крушений в связи с количеством судов, потерпевших здесь крушение.
Хотя другие грозовые келпи, как говорится в легендах, населяют залив Корриврекан, синие люди, описанные поэтом, писателем и фольклористом Аласдером Альпином Макгрегором как «самые жестокие из грозовых келпи Хайленда», обитают в очень ограниченной области. По данным Дональда А. Маккензи, их образы не имеют аналогов в фольклоре других районов мира или даже других районов Шотландии; такой ограниченный диапазон обитания встречается среди верований в духов и демонов очень редко. Фольклорист и священник с острова Тири Джон Грегсон Кэмпбелл утверждает, что они были неизвестны в, например, Аргайле на близлежащем побережье Шотландии, хотя священник Церкви Шотландии Джон Бренд, который посетил Куарфф на Шетландских островах в середине 1700 года, рассказывает историю о том, что, возможно, в водах около острова видели синего человека. Он, выглядящий как бородатый старик, якобы внезапно появился из воды, сильно испугав этим пассажиров и экипаж лодки.
В традиционных легендах синие люди якобы способны вызывать сильные бури, но, как сообщается, во время хорошей погоды они спят или плавают только под самой поверхностью воды. Во время плавания они якобы всплывают из воды наполовину, выныривания и наряя таким же образом, как и морские свиньи. Развлекаются эти существа якобы игрой в шинти в ясную погоду и светлыми ночами. Они способны говорить и общаться с моряками и даже петь, когда атакуют суда струями воды, хохоча, когда суда опрокидываются.
Когда, согласно легендам, синие люди собираются в группу с целью атаковать проходящее судно, их вождь, иногда называемый Шони, поднимается из воды и кричит две стихотворных строки капитану, и если тот не может добавить две строки для завершения стиха, то синие люди атакуют его лодку. Маккензи приводит примеры таких стихотворных переговоров между капитаном лодки и вождём синих людей; быстрые ответы капитана якобы застали врасплох вождя синих людей, и те были вынуждены уплыть в свои пещеры, позволив кораблю свободно пройти через пролив.
Синие люди якобы могут также окружать проходящее судно и требовать дань с его экипажа, угрожая, что если не получат её, то поднимут бурю.

### Захват и убийство
Историй, описывающих попытки убить этих существ, не сохранились, но история, записанная Грегорсоном Кэмпбеллом, повествует о поимке синего человека. Моряки, согласно ей, поймали синего человека и привязали его к борту своего корабля, после того как обнаружили его «спящим на воде». Двое других синих мужчин устремились в погоню, перекликаясь друг с другом по именам, пока плыли к кораблю. Услышав голоса своих товарищей, захваченный синий человек якобы вырвался из оков и спрыгнул за борт, ответив им.
Моряки, таким образом, считают, что все синие люди имеют имена, по которым они обращаются друг к другу.

## Происхождение образа

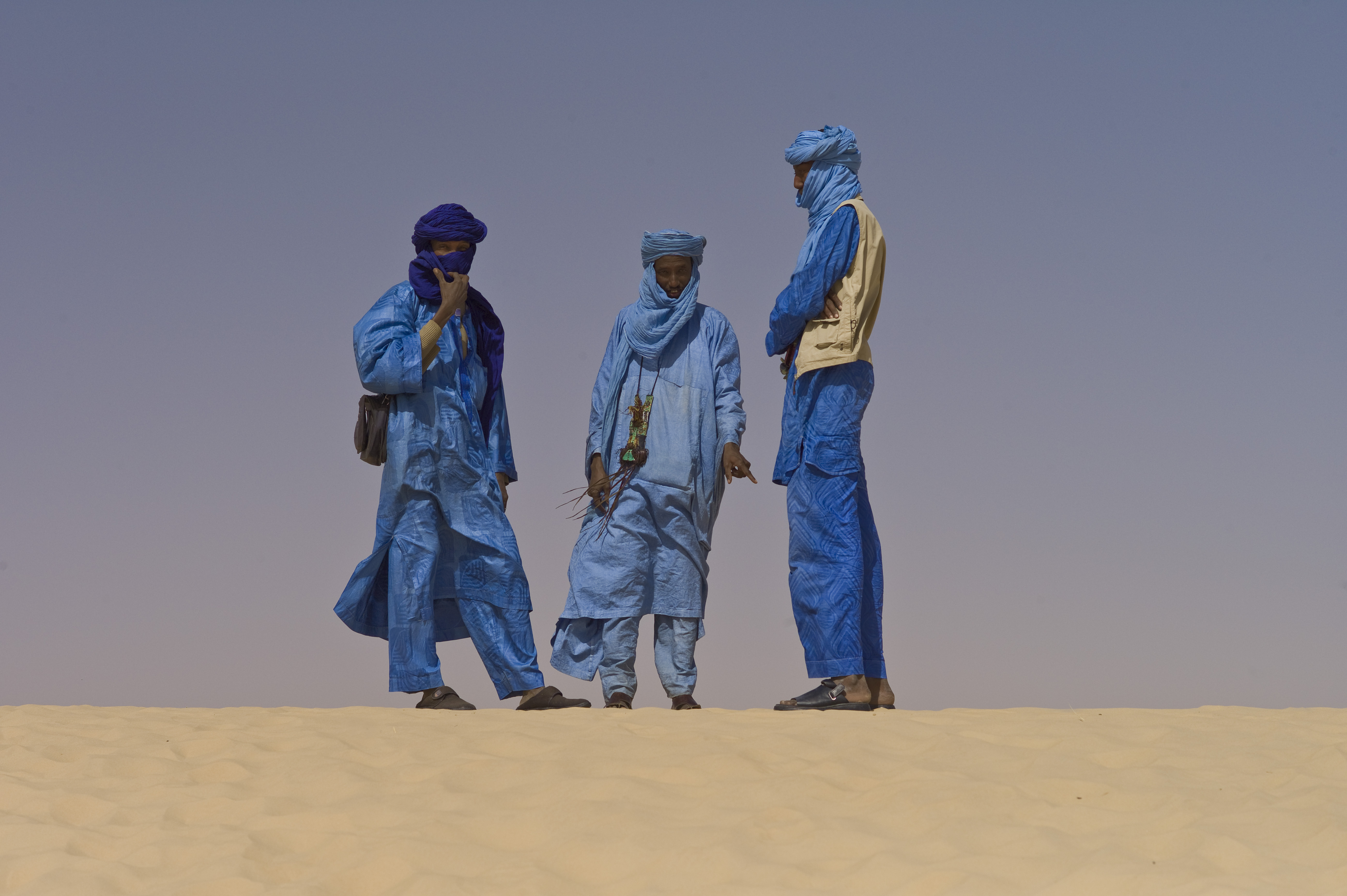
Образ мифических синих людей, возможно, возник на основе сахарских туарегов.

Объяснение легенд о голубых людях, предложенное Маккензи, было частично основано на исследованиях «Ирландских анналов» и восходит к временам Харальда — первого скандинавского короля — и его сражений против викингов. Шотландский гэльский термин «fear gorm», в переводе «синий человек», означает, по мнению Двелли, чернокожего. Таким образом, «sruth nam fear gorm», одно из гэльских названий синих людей, дословно переводится как «поток синих людей» или «река, прилив или поток синих негров». В IX веке викинги привозили в Ирландию мавров, которые они захватывали и использовали в качестве рабов. Викинги проводили зимние месяцы около островов Шиант, и Маккензи связывает истории о синих людях с «беглыми иноземными рабами». Он цитирует отрывок из сочинения историка Алана Орра Андерсона «Early sources of Scottish history, A.D. 500 to 1286»:

Это были синие люди [fir gorma], потому что мавры были такими же, как негры; Мавритания является также землёй негров [буквально — с такой же чернотой].
Более поздние газетные статьи повторяли гипотезу Маккензи. Историк Малкольм Арчибальд соглашается с тем, что легенда берёт начало с тех времён, когда скандинавы имели североафриканских рабов, но предполагает, что миф, возможно, возник в связи с туарегами из африканской пустыни Сахары, которые были известны как «синие люди пустыни».
Происхождение синих людей Минча может быть также связано с «татуированным народом» — в частности, с пиктами, чьё латинское название, picti, означает «разрисованные люди». Если они были замечены пересекавшими воду в лодках, напоминающих каяки инуитов, у простых островитян и моряков могло создаться впечатление о верхних частях их тел, вздымающихся из воды.